# Dominique Crochu
Dominique Crochu est une personnalité du football et une femme engagée pour la diversité et la place des femmes dans le sport français et notamment dans la gouvernance.

## Biographie
De 1975 à 2000, elle est pionnière du développement du football féminin à la Fédération française de football,.
De 2002 à 2012, elle est la première directrice de la Fédération française de football, responsable du digital, du web et des nouveaux médias. En 2013, elle est présidente du Football Club Vendenheim-Alsace. 
En 2016, elle devient l'associée de Sandrine Charpentier qui crée l'entreprise Digitaly à Nantes, une société de conseil pour intégrer et accompagner les changements dans le TPE-PME au travers du digital et de la mixité. 
En août 2017, elle est nommée en tant que personnalité qualifiée comme membre de la conférence permanente pour le sport féminin par la ministre des Sports Laura Flessel en raison de ses compétences en matière d’égalité entre les femmes et les hommes dans le sport,. 
En 2018, elle est sélectionnée comme ambassadrice de la Coupe du Monde de Rugby qui se déroulera en France en 2023. La même année, elle fait partie des 100 RedExécutiveWomen qui posent pour l'égalité entre les femmes et les hommes.  
En 2019, elle est une des cofondatrices de Mixity un produit numérique de mesure et de pilotage de la diversité et de l'inclusion avec Sandrine Charpentier et Jérôme Fortineau.  
Elle est membre de l'association Femmes du Digital Ouest. Elle soutient la Fondation des Femmes. Fait partie des associations : Digital Ladies et Alliés, Jolokia.
Elle intervient sur les médias afin de développer le thème de la mixité (genre) et de la diversité dans la gouvernance du monde sportif,,.